# Clean aid
Clean aid hänvisar till "ren" aidklättring (engelska clean climbing: ren klättring). Målet med clean aidklättring är att inte använda klätterhammare över huvud taget. Användandet av hammarplacerade säkringar, pitonger och copperheads skadar klippan permanent, och med det ökade antalet klättrare är detta ett allvarligt problem, både i dag och för framtidens klättrare.
Det finns en uppsjö av substitut till hammarplacerade säkringar som inte alls skadar klippan i samma utsträckning (klippan skadas bara mikroskopiskt, om ens det). Kamkilar, kilar, cam hooks, lowe-balls, tricams och hexentrics är exempel. De flesta av dessa fungerar som artificiella klämblock i sprickorna där pitonger annars hamras in.
Att klättra en vägg handlar inte bara om att komma upp. Det handlar också om i vilken stil man gör det. Numera ses användandet av hammare ofta med stort ogillande, då substitut finns. Men substituten räcker bara till viss del, det finns situationer då ingen annan säkring går att placera än de med hammarens hjälp.
En del leder går numera att göra "cleant" p.g.a. de nötningar pitonger i fordom dagar åsamkat klippan. I bultärr, som är resultatet av ett kraftigt användande av pitonger, kan man numera placera till exempel en kil istället. Stora bultärr blir dessutom möjliga att använda som grepp vid en fribestigning av leden (se friklättring).
Clean aidklättring har en egen svårighetsgradering. Den följer mer eller mindre de gängse aidklättergraderingarna, men istället för A1-A5 skrivs skalan som C1-C5. Att klättra en led som är graderad i C-skalan med hammarplacerade säkringar ses som mycket dålig stil.